# Stinkers Bad Movie Awards
The Stinkers Bad Movie Awards (раніше відома як Товариство поганого кіно Гастінгса) - американська кінопремія пародія на Оскар у нагородженні найгірший фільм.

## Категорії нагород
- Найгірша картина: 1978-2006
- Найгірша роль актора в головній ролі: 1978-1981, 1993-2006
- Найгірша роль актриси в головній ролі: 1978-1981, 1993-2006
- Найгірша роль актора другого плану: 1978-1981, 1996-2006
- Найгірша роль актриси другого плану: 1978-1981, 1996-2006
- Найгірше почуття напряму: 1978-1981, 1997-2006
- Найгірший сценарій/найгірший сценарій для фільму, який зібрав понад 100 мільйонів доларів у всьому світі: 1978-1981, 1996-2006
- Найболючіша комедія: 1978-1981, 1995-2006
- Найгірша екранна пара: 1978-1981, 1997-2006
- Найгірша група на екрані: 1978-1979, 2000-2003
- Найгірша зачіска на екрані: 1981, 1996, 1998 - 2001, 2006
- Найбільш дратівливий фальшивий акцент: 1978–1981, 1997–2000, 2006
- Найгірша роль дитини в головній ролі: 1980-1981, 1999, 2003-2006
- Найгірше продовження: 1978-1981, 1993-2006
- Продовження, якого ніхто не вимагав: 1993-2000
- Найгірший рімейк: 1980-1981, 1999-2000, 2002, 2005-2006
- Найгірше воскресіння телешоу: 1993-1994, 1996-2000, 2002-2005
- Найгірша пісня в кіно: 1978-1981, 1998-2006
- Найбільш настирлива музична партитура: 1980-1981, 1999-2006
- Найменше "спеціальних" ефектів: 1979-1981, 1999-2000, 2003-2006
- Найбільш небажаний випуск прямого відео: 1997–2001
- Найгірше досягнення в анімації/Найгірший анімаційний фільм: 1999–2000, 2005–2006